# Новиков, Пётр Филиппович
Пётр Филиппович Новиков (укр. Петро Пилипович Новіков; 1907 — 1974) — Герой Социалистического Труда, Заслуженный строитель Украинской ССР.

## Биография
Родился в 1907 году.
В 1948 году получил назначение управляющим строительным трестом «Лихимпромстрой» в городе Северодонецке. По итогам работы уже в третьем квартале трест признан победителем Всесоюзного соревнования. По инициативе Петра Новикова в городе создана первая футбольная команда, возведены Дворец тенниса, Дом культуры строителей. Был инициатором установления в городе многих памятников.

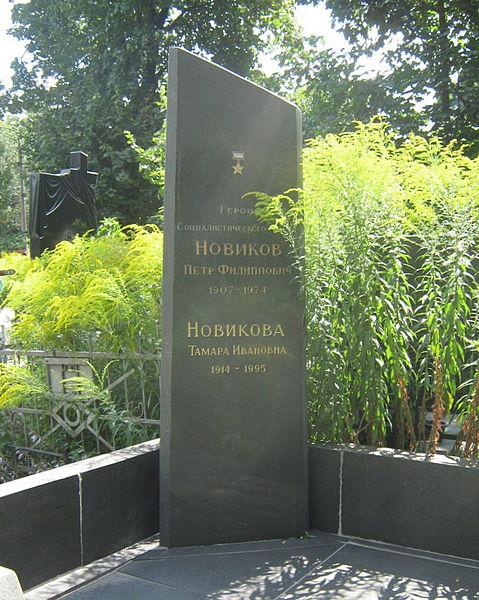
Могила Петра Новикова

Умер в 1974 году. Похоронен в Киеве на Байковом кладбище (участок № 1).
Его именем названа улица в Северодонецке.

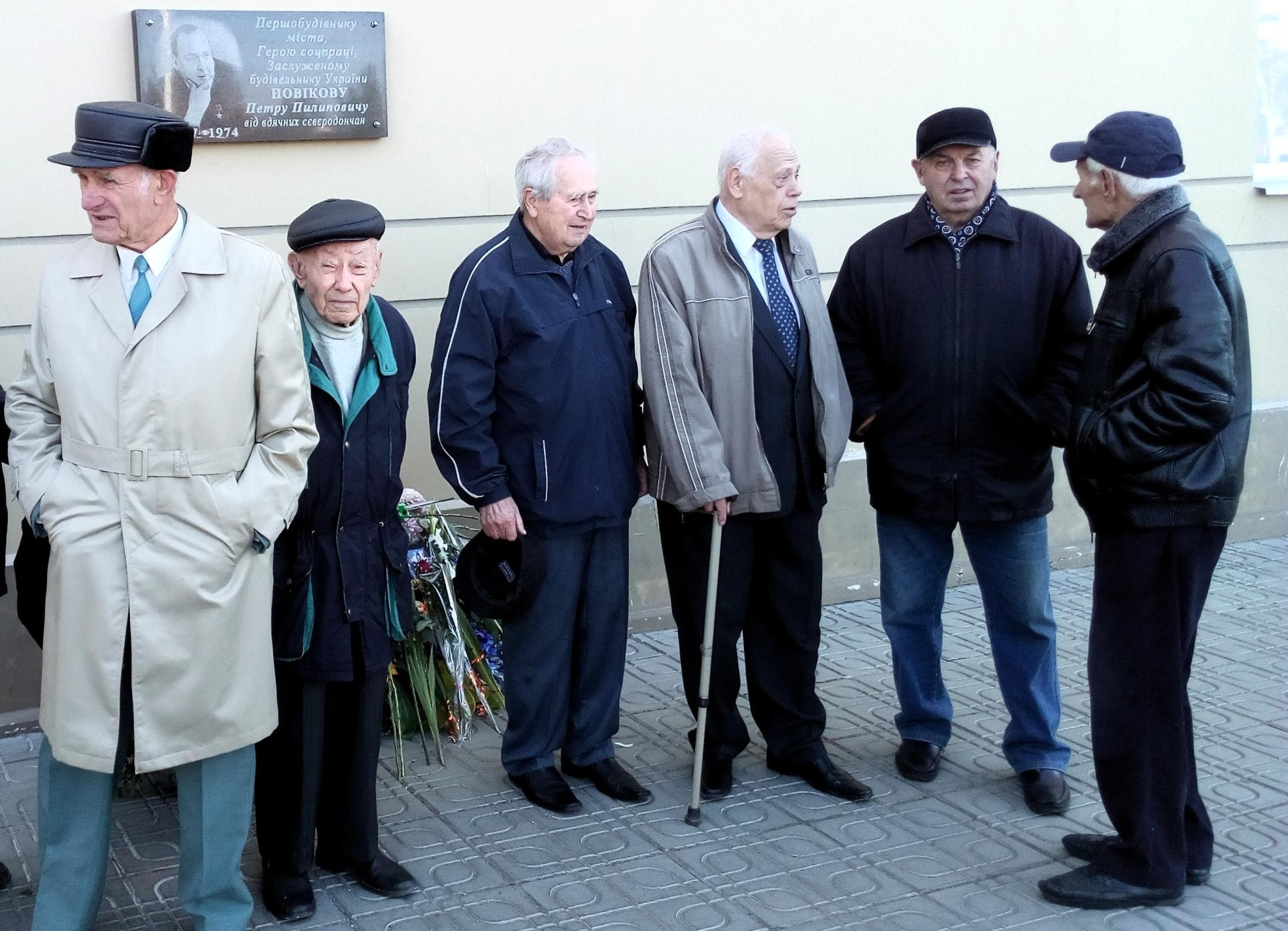
Мемориальная доска